# Polikarpov I-180
Polikarpov I-180 (tiếng Nga: И-180) là một mẫu thử máy bay tiêm kích của Liên Xô, sản xuất năm 1938.

## Quốc gia sử dụng
Liên Xô
- Không quân Liên Xô

## Tính năng kỹ chiến thuật (I-180S)
Dữ liệu lấy từ Fighting Polikarpov, Eagles of the East No. 2. 
Đặc điểm tổng quát
- Kíp lái: 1
- Chiều dài: 7 m (23 ft 0 in)
- Sải cánh: 10,09 m (33 ft 1 in)
- Chiều cao: 2,45 m (8 ft 0 in)
- Diện tích cánh: 16,11 m² (173,34 ft²)
- Trọng lượng rỗng: 1.815 kg (3.993 lb)
- Trọng lượng có tải: 2.429 kg (5.344 lb)
- Trọng lượng cất cánh tối đa: 2.650 kg (5.830 lb)
- Động cơ: 1 × M-88R kiểu động cơ piston bố trí tròn, 820 kW (1.100 hp)

 Hiệu suất bay 
- Vận tốc cực đại: 585 km/h (316 kn, 363 mph) at altitude
- Tầm bay: 900 km (486 nmi, 560 mi)
- Trần bay: 11.000 m (36.080 ft)
- Vận tốc lên cao: 16,7 m/s (3.280 ft/phút)
- Tải trên cánh: 151 kg/m² (31 lb/ft²)
- Công suất/trọng lượng: 0,34 kW/kg (0,21 hp/lb)

Trang bị vũ khí

- 2 × súng máy Berezin BS 12,7 mm
- 2 × súng máy ShKAS 7,62 mm
- 200 kg (440 lb) bom